# Accord de libre-échange entre l'ASEAN, la Nouvelle-Zélande et l'Australie
L'accord de libre-échange entre l'ASEAN, la Nouvelle-Zélande et l'Australie (AANZFTA) est un accord de libre-échange entre l'ASEAN, la Nouvelle-Zélande et l'Australie signé le 27 février 2009 et entré en application le 1er janvier 2010,. Le traité supprime la quasi-totalité des droits de douane à terme entre les pays. L'accord ne supprime pas les accords de libre-échange entre certains pays signataires (par exemple, entre l'Australie et la Nouvelle-Zélande ou celui entre Singapour et la Nouvelle-Zélande). Un amendement sur cet accord a été signé le 26 août 2014 et qui est entré en application le 1er octobre 2015.